# Гравітаційне транспортування
Гравітаційне транспортування (рос. гравитационное транспортирование, англ. gravity transport, нім. Gravitationstransportieren n, Fließförderung f, Schwerkraftförderung f) — переміщення вантажів під дією власної ваги. Для гравітаційного транспортування використовують похилі рольганги, гірничі виробки (скати), східчасті (каскадні) і ґвинтові спуски, дерев'яні настили та ін. До гравітаційного транспортування вдаються на багатоповерхових складах, у ливарних, механічних та інших цехах, у шахтах. На шахтах гравітаційне транспортування широко застосовується для доставки у вибоях, для спуску по скатам, пічкам, ґезенкам та ін., в технологічному комплексі поверхні шахти та на збагачувальних фабриках — для передачі вантажів з верхніх поверхів на нижні, для підводу до комірок бункерів та технологічних агрегатів, для спрямування потоку сипучих матеріалів на навантажувальних та перевантажувальних пунктах. 